# Дуглас, Джон (спортсмен)
Джон Уильям Генри Тайлер Дуглас (англ. John William Henry Tyler Douglas; 3 сентября 1882, Лондон — 19 декабря 1930, Дания) — британский боксёр и крикетист, чемпион летних Олимпийских игр 1908.
На Играх 1908 в Лондоне Дуглас соревновался в боксе в весовой категории до 71,7 кг. Дойдя финала, он занял первое место и выиграл золотую медаль.
После своей победы Дуглас занялся крикетом. Он несколько лет был капитаном национальной сборной, а в 1915 году стал крикетистом года Уиздена (англ. Wisden Cricketer of the Year).